# Zelotes laccus
Zelotes laccus är en spindelart som först beskrevs av Barrows 1919.  Zelotes laccus ingår i släktet Zelotes och familjen plattbuksspindlar. Inga underarter finns listade i Catalogue of Life.